# Halede dæmoner
De halede Dæmoner er ni kæmpe dæmoner, der er et stort omdrejningspunkt i manga- og anime-serien Naruto. De kendes på antallet af haler de har, fordelt fra 1 til 9. Reelt set er de store levende livsformer af chakra og man betegner dem nogle gange, som chakra monstre ((japansk) Chakura no Bakemono), da de har så store kræfter, at de slår alle shinobier. Dog skal deres utrolige styrke ses i lyset af, at de har en dyrenatur, hvilket forhindre dem i at bruge deres evner intelligent og effektivt. Men når de er forseglet inde i deres værter, taler de via dem og bruger deres kræfter. Akatsuki har siden den Fjerde Shinobikrig fanget halede dæmoner og deres værter og har kontrol over de første 7.

## Historie
De halede dæmoner har eksisteret længe før de første shinobi byer kom til. I starten af ninjahistorien eksisterede der kun én dæmon, den 10-halede dæmon, der skabte ødelæggelse over hele planeten, indtil Kongen af de 6 veje besejrede og forseglede dæmonen i ham selv, hvilket gjorde ham til den første jinchuriki (en person, der har en halet dæmon beseglet i sig). På sit dødsleje delte han den 10-haledes chakra i 9 andre dele og forseglede kroppen af den 10-halede i månen.
Da shinobi byerne blev dannet, præsterede den første Hokage, Hashirama Senju, at fange og kontrollere de første 7 dæmoner med sin Wood Release teknik. Senere fordelte han dem mellem Shinobi nationerne, så magtfordelingen blev mere ligelig. Men efter Hashiramas død kunne dæmonerne ikke længere kontrolleres, så de beseglede dem inde i mennesker.

## De halede dæmoner
- Den Et-halede vaskebjørn er en kæmpe sand farvet vaskebjørnslignende bæst. Den var beseglet i Gaara fra Sunagakure. Den blev senere fanget af Deidara, udtrukket og forseglet af Akatsuki.

(Dæmonens navn er Shukaku.)
- Den To-halede Monster Kat er en Bakeneko med 2 øjenfarver. Den var forseglet i Yugito Nii fra Kumogakure, da hun var to år gammel. Den blev senere fanget, udtrukket og forseglet af Hidan og Kakuzu fra Akatsuki.

(Dæmonens navn er Matabi.)
- Den Tre-halede Gigant skildpadde er en kæmpe skildpadde-lignende bæst. Det var tidligere forseglet i Yagura, men blev af ukendte årsager fjernet fra ham og den rendte frit om, indtil Deidara og Tobi fra Akatsuki fangede og forseglede den.

(Dæmonens navn er Isobu.)
- Den Fire-halede Abe var forseglet inde i Roshi fra Iwagakure. Den blev fanget og forseglet af Kisame fra Akatsuki.

(Dæmonens navn er Son Gokū.)
- Den Fem-halede Delfinhest var beseglet i Han fra Iwagakure. Den har krop som en hest, men dens hoved af baseret på en delfin. Den er blevet forseglet af Akatsuki.

(Dæmonens navn er Kokoū.)
- Den Seks-halet Snegl var beseglet i Utakata fra Kirigakure. Det er en gigantisk, tobenet snegl med seks haler. Den blev fanget af Pain og forseglet af Akatsuki.

(Dæmonens navn er Saiken.)
- Den Syv-halede Hornede Bi er en japansk næsehornsbille Fū fra Takigakure. Den er blevet fanget og forseglet af Akatsuki.

(dæmonens navn er Chomei)
- Den Otte-halede Gigant Okse er en kæmpe okse forseglet i Killer Bee fra Kumogakure.

(Dæmonens navn er Gyūki.)
- Den Ni-halede Dæmon Ræv er den stærkeste af alle de nu halede dæmoner; et enkelt svirp med den hale var nok til at skabe tsunamier og ødelægge bjerge. Da den Ni-halede angreb Konoha, ofrede Minato Namikaze, den Fjerde Hokage sit eget liv og forseglede den i sin nyfødte søn, Naruto Uzumaki.

(Dæmonens navn er Kurama.)
- Den Ti-halede dæmon var den oprindelige dæmon fra Naruto universet. Alle de ni dæmoner er kun små dele af den Ti-haledes chakra. Madara Uchihas ultimative mål, Månens Øje planen, er at fange og samle alle de ni halede dæmon til den ti-halede, og blive den junchuriki, så han kan kaste en refleksion af sin Sharingan på månen, hvilket vil kaste en en uendelig Tsukuyomi, så hele verden kommer under hans kontrol.

## Trivia
- Kun fire mennesker siges at have haft fuld kontrol over de halede bæster; Madara Uchiha (gennem sin Eternal Mangekyo Sharingan), Hashirama Senju (gennem sin Wood release, og de to jinchuriki's: Yagura og Killer Bee.[2]
- Den Syv-halede, og den Otte-halede har ikke egentlige haler – den Syv halede har insekt vinger, mens den otte-halede har blæksprutte arme.
- Flere ikke-jinchuriki Shinobier, så som Kisame Hoshigaki and den nuværende Raikage, siges at have kræfter der matcher en halet dæmon.